# غینه
غینه (به عربی: الغینة) یک منطقهٔ مسکونی در لبنان است که در شهرستان کسروان واقع شده‌است. غینه ۱٫۹۹ کیلومتر مربع مساحت دارد ۹۵۰ متر بالاتر از سطح دریا واقع شده‌است.